# Lễ mừng thọ của người Tày, Nùng ở Việt Nam
Lễ mừng thọ là một nghi lễ của người đồng bào dân tộc Tày, Nùng. Theo tiếng Tày, Nùng là Pủ Liềng hoặc Pủ Lường, nghĩa là bổ thêm lương vào bịch gạo mệnh. Được dành cho người cao tuổi, tổ chức nhiều vào dịp xuân trong năm.

## Phong tục
Theo lịch can chi thì một vòng quay thời gian của địa chi cứ 12 năm trở lại năm tuổi, căn cứ vào chu kỳ đó người ta chia đời người thành những giai đoạn như sau: Từ khi sinh ra đến năm 12 tuổi gọi là thời kỳ chưa trưởng thành, từ tuổi 37 trở đi được phân ra làm bốn chu kỳ:
- Chu kỳ thứ nhất từ tuổi 37 đến 49 gọi là chữ Phúc
- Chu kỳ thứ hai từ 49 đến 61 gọi là chữ Thọ
- Chu kỳ thứ ba: từ 60 đến 73 gọi là chữ Khang
- Chu kỳ thứ tư từ 73 đến 85 gọi là kỳ ri thọ.

Thông thường bắt đầu từ tuổi 49 ở chu kỳ thứ nhất con người đã biểu hiện của tuổi già như mắt kém tinh, răng kém chắc, tóc điểm bạc... Sở dĩ có những biểu hiện về sức khỏe trên người ta cho rằng bịch gạo mệnh đã úa vàng... Nên phải tổ chức lễ pủ liềng, bổ thêm lương cho bịch gạo mệnh được đầy, bắc lại cây cầu cho vững chắc, trồng lại cây mệnh xanh tươi...ý nghĩa của lễ là trình xin hai vị Nam Tào, Bắc Đẩu ra hạn thêm cho đương sự sống ở trần gian một thời gian nữa. Trong lễ người ta mời bà then, ông giàng, ông tào đến hành lễ.

## Diễn biến của nghi lễ

#### Hành lễ
Con cháu, họ hàng đem gạo, rượu, tiền, quần áo, khăn, mũ cùng một bức trướng bằng vải màu, phụ thuộc vào tuổi đương sự mà người đến mừng chọn màu vải và viết nội dung bức trướng cho phù hợp. Nếu đương sự 49 tuổi thì viết chữ Phúc, 61 tuổi thì viết chữ Thọ, 73 tuổi chữ Khang, 85 tuổi chữ Ninh...
- Dựng lương: (tẳng lường). Trong nhà dựng một đàn cúng dưới chân bàn thờ, bên cạnh lập một cái lầu váng, nghĩa là lầu bổ lương, cao chừng 40 cm, đường kính chừng 25 cm hình lăng trụ bên ngoài gián giấy hồng điều tượng trưng cái bịch gạo số mệnh. Dùng cọng lá chuối làm một chiếc thang bảy bậc nếu là đàn ông, chín bậc là đàn bà, tượng trưng là cây cầu mệnh. Đào một gốc cây mai hoặc cây chuối bứng cả rễ tượng trưng là cây mệnh.
- Gạo con cháu, họ hàng đem đến được đổ vào một cái thúng đặt bên ngoài gần cửa ra vào. Từ thúng gạo trải một tấm vải đen, trắng dẫn đến lầu váng tượng trưng cho chiếc cầu nối từ hạ giới lên thiên đình. Trên mặt vải đặt những chiếc đũa hình chữ chi cùng vàng mã tượng trưng là những thanh cầu và tiền hành lộ.
- Chuyển lương: Thầy tào, bà then niệm chú vào thúng gạo rồi xúc gạo vào bát kèm theo vàng mã và ít tiền lẻ đưa cho con cháu ngồi tấm vải chuyền tay nhau đổ vào lầu váng.
- Dâng rượu đốt đèn: Ông, bà ngồi bên lầu váng, con cháu dâng rượu, thầy tào, bà then đọc lời cầu các thần chứng giám. Hết một chầu hát. Các con thứ vái rồi rót rượu trước lầu. Kế đó người ta đốt đèn tượng trưng tinh anh phát sáng tinh thần minh mẫn. Con cháu dâng khăn, áo, giày, tất, vòng tay hộ mệnh...Trong khi truyền, con cháu hát bài mừng thọ ông, khúc hát có đoạn:

Ông bà được sáu mốt
Cả con gái con trai
Lấy tiền tài mừng thọ
Mười ngươi mười đấu gạo
Chín người chín gói tiền
Đem về đây mừng thọ
Mời thầy cả cấp mũ
Mời thầy hay cấp tất
Cấp đôi tất ra sân
Cấp đôi giày rong bản
- Hoàn phúc: lầu váng đã đầy gạo số lượng dư trong thúng lẫn với những đồng tiền được thầy tào, bà then ban lại để ban cho con cháu coi như lộc của ông bà, bố mẹ.

#### Làm lường (buộc lương)
Hành lễ xong mọi người vui vẻ ăn uống. Sau khi ăn được nửa chừng bữa anh con rể tượng trưng tín sứ ở trên thiên đình xuống nhận lễ, anh ta lên gác buộc chiếc lầu váng lên cây thượng lương. Vừa buộc anh ta vừa hát:
Tôi đại diện cho Pú Mú
Được chọn cử xuống khiêng gạo lương
Bịch này tạo ngàn xuân không hỏng
Nhờ Pú Cấy làm ơn đón lấy
Đóm lên đến chốn đại an
Đưa lên đến chốn đại cát
Trời mưa không ướt
Sấm sét không rung
Mối cũng không xông
Sâu cũng không cắn
Tứ quý hũ gạo vững bền
Anh con rể lần lượt dùng ba sợi chỉ ba màu se sẵn buộc lầu váng vào cây thượng lương, vừa buộc anh ta vừa hát
Buộc sợi dây thứ nhất
Ông bà sống lâu như mười cây mạy Vác trăm cây mai
Buộc sợi dây thứ hai gia san yên ổn
Buộc sợi dây thứ ba
Con gái vốc nước thành hoa
Con trai khôn ngoan giỏi chữ
Thầy táo, bà then rót ba chén rượi đặt trong khay đưa lên trên gác cho anh con rể dâng lên thiên đình. Anh con rể lần lượt cầm từng chén rượi đổ một ít vào lầu váng rồi vẩy rượu ra bốn phương. Rượi này là tượng trưng cho mưa thuận gió hòa. Vừa vẩy, vừa hát:
Mưa xuống đến phương Đông
Mọi người được sông lâu
Con cháu được êm đềm
Tứ quý được vui vẻ yên bình
Mưa xuống đến phương Tây
Bồ nặng bịch đầy
Tiền bạc vô số''
Mưa xuống đến phương Nam
Được xán lạn vui vẻ
Ngồi ghế nhỏ đu chân
Rơi xuống đồng thành hoa
Rơi xuống ruộng thành lúa
Rơi trúng con thành quan
Rơi vào cháu thành tướng
Được sung sướng đời đời
Đóng cây cầu số
Người ta còn hình dung cuộc đời người đi qua trên cây cầu mệnh bằng gỗ. Thời gian qua, cây cầu bị mục gãy lên phải sửa sang bắc lại cầu cho chắc chắn. Thầy tào, bà then cho đẽo hai thanh gỗ dài khoảng 40 cm, rộng khoảng 8 cm, hai đầu chốt hai đinh bằng gỗ có đệm hai mảnh vải nhỏ trắng đen. sau lễ cây cầu mệnh tượng trưng này được đem đóng ở góc vườn.
Khi đóng cây cầu người ta hát
Đinh này là đinh đồng
Vít này là vít sắt
Đóng đinh thứ nhất bà bá được phú quý
Đóng đinh thư hai bà bá được bình an
Đóng đinh thứ ba bà bá được thư thái
Đóng đinh thư tư bà bá được đại phong lưu
Trồng cây mệnh: Cây mai hoặc cây chuối bứng cả rể được đem trồng vào góc vườn có rào cẩn thận và được chăm sóc cho cây mọc xanh tốt. Trong trường hợp khô hạn để đảm bảo cây mọc người ta thắp hương vào một cây chuối trong vườn lấy cây đó là cây mệnh. Người ta tin rằng những thứ đó có tác dụng hộ mệnh linh hồn sẽ thỏa mái đi trên chiếc cầu, con đường rợp bóng mát sẽ tránh được mệt mỏi ốm đau...

## Kết thúc
Đây là một trong những sinh hoạt văn hóa truyền thống tốt đẹp, thể hiện sự quan tâm của con cháu và cộng đồng đối với người cao tuổi.